# Nowe Zawiercie
Nowe Zawiercie – osiedle Zawiercia położone w północno-zachodniej części miasta, w pobliżu Warty. Rozpościera się w widłach ulic Oświatowej i Borowej, przy granicy z Rudnikami. W granicach Zawiercia od 1951 roku.
Znajduje się tu założona w 1981 roku parafia św. Maksymiliana Marii Kolbego.

## Historia
Nowe Zawiercie to dawna kolonia należąca do gminy Poręba Mrzygłodzka. Do 1926 należało do powiatu będzińskiego, a od 1927 do zawierciańskiego. W II RP przynależało do woj. kieleckiego. 31 października 1933 gminę Poręba Mrzygłodzka podzielono na dziewięć gromad. Nowe Zawiercie utworzyło własną gromadę o nazwie Nowe Zawiercie w gminie Poręba Mrzygłodzka.
Podczas II wojny światowej włączone do III Rzeszy. Po wojnie gmina Poręba przez bardzo krótki czas zachowała przynależność administracyjną, lecz już 18 sierpnia 1945 roku została wraz z całym powiatem zawierciańskim przyłączoną ją do woj. śląskiego.
1 stycznia 1951 gromadę Nowe Zawiercie wyłączono z gminy Poręba, włączając je do Zawiercia.